# Tiếng Triều Tiên tại Trung Quốc
Tiếng Triều Tiên Trung Quốc (giản thể: 中国朝鲜语; phồn thể: 中國朝鮮語; Hán-Việt: Trung Quốc Triều Tiên ngữ; bính âm: Zhōngguó Cháoxiǎnyǔ; tiếng Triều Tiên: 중국조선말; Hancha: 中國朝鮮말; Romaja: Jungguk Joseonmal) là sự đa dạng tiếng Triều Tiên được nói bởi người Triều Tiên tại Trung Quốc, chủ yếu nằm ở Hắc Long Giang, Cát Lâm và Liêu Ninh.
Tất cả các loại tiếng Hàn ngoại trừ tiếng Jeju được nói bởi các thành viên của cộng đồng người Triều Tiên định cư tại Trung Quốc trước năm 1949. Tiêu chuẩn giáo dục là ngôn ngữ tiêu chuẩn của Cộng hòa Dân chủ Nhân dân Triều Tiên.
Từ vựng tiếng Triều Tiên tại Trung Quốc tương tự như tiêu chuẩn của CHDCND Triều Tiên, cũng như chính tả; một ngoại lệ chính của chính tả là cách đánh vần của một số thành phố tại Trung Quốc là khác nhau (ví dụ, Bắc Kinh được gọi bằng cách đọc Hanja của 北京, 북경, Bukgyeong, thay vì phiên âm tiếng Triều Tiên của tiếng Quan thoại Bắc Kinh, 베이징); ngoại lệ của từ vựng đều liên quan đến Trung Quốc.

## Bối cảnh

### Tiêu chuẩn hóa ngôn ngữ
Do Cộng hòa Nhân dân Trung Hoa đã duy trì mối quan hệ thuận lợi với Triều Tiên, và cũng là sự gần gũi của hai quốc gia, nên phương ngữ chuẩn hóa tiếng Triều Tiên giữa người Trung Quốc-Triều Tiên tương tự như CHDCND Triều Tiên.

### Các biến thể khu vực
Diên Biên chủ yếu sử dụng phương ngữ Hamgyong. Phương ngữ Pyong'an được nói bởi các cộng đồng dân tộc Triều Tiên tại Liêu Ninh, trong khi phương ngữ Gyeongsang được nói ở Hắc Long Giang.

## Đặc điểm

### Ngữ âm
Các biến thể phía tây nam của tiếng Triều Tiên Trung Quốc giữ lại [ø] phát âm của ㅚ và [y] của (ㅟ), đã được đơn giản hóa thành [we] và [ɥi] trong tiếng Triều Tiên chuẩn. Biến thể phía đông nam của tiếng Hàn Trung Quốc không phân biệt cách phát âm tương ứng của [ɛ](ㅐ) và [e] (ㅔ).
Ngoài ra, ở khu vực phía đông bắc và đông nam của phương ngữ này, trọng âm được sử dụng.
Tiếng Triều Tiên Trung Quốc cũng đơn giản hóa các từ nhị phân trong từ mượn thành các nguyên âm đơn, chẳng hạn như trong từ 땐노 (ddaen-no, "máy tính"; tiếng Trung: 电脑, diànnăo).

### Ngữ pháp
Từ liên hệ "-ᆸ니까/-습니까" trong tiếng Triều Tiên chuẩn được biểu hiện là "-ᆷ둥/-슴둥" theo phương ngữ của tiếng Hàn được nói ở Đông Bắc Cát Lâm, và "-ᆷ니꺼/-심니꺼" trong các phương ngữ được nói ở Tây Nam Hắc Long Giang.
Đồng thời, có những ảnh hưởng ngữ pháp từ Tiếng Trung tiêu chuẩn, ví dụ:
- 전화 치다 "gọi điện thoại" (tiếng Triều Tiên chuẩn: 전화 걸다). Trong tiếng Trung, cùng một câu 打电话 nghĩa đen là "đánh" vật lý một chiếc điện thoại, do đó từ này 치다, "để đánh", được sử dụng để mô tả thực hiện cuộc gọi điện thoại.
- 뭘 주면 뭘 먹는다 "ăn bất cứ thứ gì được cho" (tiếng Triều Tiên chuẩn: 주는 건 다 먹는다)

### Từ vựng
Từ vựng là một yếu tố khác biệt so với các loại tiếng Hàn khác, với cách sử dụng các từ như 개구리 và 개구락지 (ếch).Do ảnh hưởng của Trung Quốc, có rất nhiều từ phát sinh từ tiếng Trung chuẩn hiện đại.
Một số từ phát sinh từ eum phát âm của hanja, ví dụ 공인 (工人, công nhân) và 판공실 (辦公室, biện công thất).